# Ejido San José Xilatzén
Ejido San José Xilatzén är en ort i Mexiko.   Den ligger i kommunen Tanlajás och delstaten San Luis Potosí, i den centrala delen av landet, 250 km norr om huvudstaden Mexico City. Ejido San José Xilatzén ligger 103 meter över havet och antalet invånare är 1 279.
Terrängen runt Ejido San José Xilatzén är varierad. Runt Ejido San José Xilatzén är det ganska tätbefolkat, med 111 invånare per kvadratkilometer. Närmaste större samhälle är Tampate, 11,0 km väster om Ejido San José Xilatzén. I omgivningarna runt Ejido San José Xilatzén växer huvudsakligen savannskog.